# EMI Music Japan
EMI Music Japan Inc. (株式会社EMIミュージック・ジャパン?, Kabushiki-gaisha EMI Music Japan), in precedenza Toshiba EMI (東芝イーエムアイ株式会社?, Tōshiba EMI Kabushiki-gaisha), è stata una delle principali etichette discografiche giapponesi. Divenne una consociata interamente controllata della società musicale britannica EMI Group Ltd. il 30 giugno 2007, dopo che Toshiba vendette la sua precedente quota del 45%. Amministratore delegato e dirigente fu Kazuhiko Koike. Quando EMI Music Japan commerciava come Toshiba-EMI, era anche coinvolta nella produzione di anime. Il primo aprile 2013 chiuse i battenti, in seguito al suo assorbimento nella Universal Music Japan come sottoetichetta con il nome EMI Records Japan.

## Slogan promozionale
Lo slogan attuale dell'etichetta è "Musica per tutti, Tutti per la musica".

## Etichette
- Awake Sounds
- EMI Records (Giappone)
  - Apple Records
  - Capitol Records
    - Capitol Music (Giappone)

  - Virgin Records
    - Virgin Music (Giappone) - da non confondere con Media Remoras, una casa discografica di Pony Canyon conosciuta come "Virgin Japan"
- Eastworld
- Express
- Foozay Music
- i-Dance
- Reservotion Records
- SakuraStar Records
- SoundTown (EMI Strategic Marketing)
- Suite Supuesto!
- TM Factory
- Unlimited Records